# Schibe
Schibe är en bergstopp i Schweiz.   Den ligger i distriktet Frutigen-Niedersimmental och kantonen Bern, i den centrala delen av landet, 30 km söder om huvudstaden Bern. Toppen på Schibe är 2 151 meter över havet, eller 366 meter över den omgivande terrängen. Bredden vid basen är 2,5 km.
Terrängen runt Schibe är kuperad åt nordväst, men åt sydost är den bergig. Närmaste större samhälle är Thun, 19,5 km nordost om Schibe. 
Trakten runt Schibe består i huvudsak av gräsmarker. Runt Schibe är det glesbefolkat, med 18 invånare per kvadratkilometer.